# Драшко Вилфан
Др. Драшко Вилфан (Трст, 4. фебруар 1914 — 1996) је био гинеколог, професор на Медицинском факултету у Љубљани и бивши југословенски пливачки репрезентативац, члан пливачког клуба Илирија из Љубљане.

## Биографија
Основну школу је завршио у Крању (1920—1924), гимназију у Крању и Љубљани. Матурирао је 1932. Студирао је медицину у Бечу, а дипломирао је 10. фебруара 1939. У Београду је специјализовао је гинекологију и акушерство у периоду 1940—1944. Народноослободилачкој борби се прикључио 1944/45. године.
Априла 1946. се запослио у Љубљани а у септембру исте године је положио специјалистички испит. У лето 1947. је постао асистент, 1956. доцент, 1972. ванредни, а 1977. редовни професор на Медицинском факултету у Љубљани. Год 1971. успешно је одбранио докторски рад „Објективизација и квантификација здравља“ Од 1973. до 1980., је радио као директор Клинике за гинекологију и акушерство у Љубљани.

## Спортска биографија
У периоду од 1930-1937. убрајао се међу најбоље пливаче у земљи. Био је првак Југославије у неколико дисциплина:
100 метара слободно — 1:00,6 — (1933) и 1:01,4 (1936)
100 метара леђно — 1:17,15 (1932); 1:13,3 — 1933.; 1:11,4 (1935) и 1:16,4 (1936)
штафета 4 х 200 мешовито — 9:56,8 (1935) штафета Илирије
штафета 3 х 100 мешовито — 3:36,8 (1936) штафета Илирије
Године 1936. оборио је државне рекорде на 100 м слободно 1:00,2 и 100 м леђно 1:11,2
Наступао је за репрезентацију на међународним сусретима а Аустријом , Чехословачком и Мађарском.
Учествовао је на Летњим олимпијским играма 1936. у Берлину. Такмичио се у три пливачке дисциплине:
| Пливач                                              | Дисциплина         | Група  | Група        | Полуфинале | Полуфинале | Финале            | Финале    | Детаљи |
| Пливач                                              | Дисциплина         | Време  | Пласман      | Време      | Пласман    | Време             | Пласман   | Детаљи |
| --------------------------------------------------- | ------------------ | ------ | ------------ | ---------- | ---------- | ----------------- | --------- | ------ |
| Драшко Вилфан                                       | 50 м слободно      | 1:00,5 | 1 у гр. 6 КВ | 1:00,5     | =5 у пф. 1 | Није се пласирао  | = 11 / 57 |        |
| Драшко Вилфан                                       | 100 м леђно        | 1:11,7 | 3 у гр. 2    | 1:13,3     | 6 у пф 2   | Није се пласирао  | 13 / 30   |        |
| Драшко Вилфан Тоне Газари Змај Дефилипис Тоне Церер | 4 х 200 м слободно | 9:40,3 | 4 у гр. 3    |            |            | Није се пласирала | 10/18     |        |